# Amanda Drew
Amanda Drew (Boston (Lincolnshire), 21 december 1969) is een Britse actrice.

## Biografie
Drew werd geboren in Boston (Lincolnshire), en groeide op in Leicestershire. Zij doorliep de middelbare school aan de Beauchamp College in Oadby, hier werd zij lid van een jeugdtheatergezelschap en speelde in onder anderen in de musical Sweet Charity. Na deze school studeerde zij verder aan de King's School in Ottery St Mary, hierna verhuisde zij met haar familie naar Devon. In 1992 studeerde Drew af aan de Royal Academy of Dramatic Art in Bloomsbury en begon met acteren in het theater op onder anderen West End, in 2001 werd zij lid van het Royal Shakespeare Company.
Drew begon in 1992 met acteren in de televisieserie Between the Lines, waarna zij nog meerdere rollen speelde in televisieseries en films. Zij is vooral bekend van haar rol als dr. May Wright in de televisieserie EastEnders waar zij in 93 afleveringen speelde (2006-2008).

## Filmografie

### Films
Uitgezonderd korte films.
- 2018 A Private War - als Amy Bentham
- 2012 Elfie Hopkins - als Susannah Hopkins
- 2008 The Other Man - als Joy
- 2002 Tough Love - als WDC Jilly Barnes
- 1999 This Year's Love - als oude vriendin
- 1997 Mrs. Dalloway - als Lucy
- 1997 Remember Me? - als politieagente

### Televisieseries
- 2022 Wednesday - als Esther Sinclair - 1 afl.
- 2022 Vampire Academy - als Diane - 5 afl.
- 2021 A Very British Scandal - als Yvonne MacPherson - 3 afl.
- 2021 The Girl Before - als Carol - 4 afl.
- 2021 Doctor Who - als The Mouri - 1 afl.
- 2021-2022 The Outlaws - als Ruth - 7 afl.
- 2020-2022 Gangs of London - als miss Kane - 5 afl.
- 2019-2020 The Trial of Christine Keeler - als Julie - 5 afl.
- 2019 Chernobyl - als medewerkster Kremlin - 2 afl.
- 2018 Trust - als Belinda - 6 afl.
- 2017-2018 The Last Post - als Mary Markham - 6 afl.
- 2013-2015 Broadchurch - als Cate Gillespie - 6 afl.
- 2014 The Passing Bells - als Annie - 5 afl.
- 2013 Southcliffe - als Jacqui Whitehead - 4 afl.
- 2013 Life of Crime - als Beverley Reid - 3 afl.
- 2013 Silent Witness - als DI Reed - 2 afl.
- 2012 Switch - als Janet - 4 afl.
- 2006-2008 EastEnders - als dr. May Wright - 93 afl.
- 2008 Holby Blue - als Judy Burrows - 3 afl.
- 2003 The Bill - als Annabelle Jameson - 2 afl.
- 1998 Men Behaving Badly - als Wendy - 3 afl.
- 1994 Soldier Soldier - als verpleegster Siobhan Mitchell - 2 afl.

- Library of Congress Control Number: no2012156121
- Virtual International Authority File: 292825754
- WorldCat: E39PBJtX7KB6JvRMRKBp4DVwG3